# Янкуньтятяра
Янкуньтятяра — один из языков Австралии, относящийся к пама-ньюнгской языковой семье. Язык является одним из диалектов языка западной пустыни.

## Генеалогическая и ареальная информация
Янкуньтятяра - язык группы вати юго-западной ветви пама-ньюнгской языковой семьи. Янкуньтятяра является одним из 14 диалектов языка западной пустыни. На нем говорят в основном на северо-западе Австралии в таких общинах аборигенов, как: Мимили (Mimili), Индулкана (Indulkana), Фрегон (Fregon) и Эрнабелла (Ernabella), а также в некоторых других общинах.

## Социолингвистическая информация
Число носителей согласно переписи населения Австралии 2006 года — 561 человек. Они используют язык в повседневной жизни, а также изучают английский язык как иностранный для коммуникации с людьми, не знающих янкуньтятяра. На этой же территории иногда используют и другой диалект языка западной пустыни - питянтятяра.

## Типологическая характеристика

### Тип выражения грамматических значений
Янкуньтятяра представляет собой синтетический язык с развитой суффиксальной морфологией.
| tjintu-ngka-na                | Mimili-ku   | kulpa-nyi         |
| завтра-Loc-1Sg                | Кимили-Purp | возвращаться-Pres |
| Завтра я возвращаюсь в Мимили |             |                   |

[Goddard 1983: 130]
| kungka-ngku          | tina     | kutja-ni      |
| женщина-Erg          | обед-Acc | готовить-Pres |
| Женщина готовит обед |          |               |

[Goddard 1983: 95]

### Характер границы между морфемами
Для языка характерен агглютинативный строй. Границы морфем однозначны.
| tjintu-ngka-ṉa                             | palya-ngku  | nyanga-nyi  |
| солнце-Loc-1Sg(Erg)                        | хороший-Erg | видеть-Pres |
| Я буду смотреть (на это) при хорошем свете |             |             |

[Goddard 1983: 31]
| pala-ngka-li                  | ngura      | tjunku-ku   |
| здесь-Loc-1Du(Erg)            | лагерь-Acc | разбить-Fut |
| Мы можем разбить лагерь здесь |            |             |

[Goddard 1983: 98]

### Локус маркирования

#### В посессивной именной группе
В посессивной именной группе наблюдается зависимостное маркирование:
| tjitji-ku     | katji |
| ребенок-Gen   | копьё |
| копьё ребёнка |       |

[Goddard 1983: 31]
| malu-ku     | mayi |
| кенгуру-Gen | еда  |
| еда кенгуру |      |

[Goddard 1983: 31]

#### В предикации
В предикации также наблюдается зависимостное маркирование, так как актанты обладают показателями падежа:
| ngayulu                      | Tjampu-la      | tjana-la | nyina-ngi          |
| 1Sg(Nom)                     | Тьямпу-LocName | 3Pl-Loc  | остаться-Past.Impf |
| Я остался с Тьямпу и другими |                |          |                    |

[Goddard 1983: 51]

### Тип ролевой кодировки
В языке янкуньтятяра представлен трехчленный тип ролевой кодировки. Существуют три отличных показателя ядерных актантов глагола: для агенса переходного глагола, для пациенса переходного глагола и для единственного ядерного актанта непереходного глагола.
Агенс и пациенс переходного глагола выражаются соответственно эргативом и аккузативом:
| wati-ngku                     | kata        | ngayi-nya | pu-ngu       |
| мужчина-Erg                   | голова(Acc) | 1Sg-Acc   | ударить-Past |
| Мужчина ударил меня по голове |             |           |              |

[Goddard 1983: 22]
| kaanka-ngku         | wanka         | ngalku-payi |
| ворона-Erg          | гусеница(Acc) | есть        |
| Вороны едят гусениц |               |             |

[Goddard 1983: 47]
Актант непереходного глагола выражается номинативом:
| ngayulu           | tjamu-la        | nyina-nyi   |
| 1Sg(Nom)          | дедушка-LocName | сидеть-Pres |
| Я сижу с дедушкой |                 |             |

[Goddard 1983: 40]
| tjilpi-nya             | anku-ringku-la     | ngari-nyi   |
| Старый человек-NomName | спать-Incho-Serial | лежать-Pres |
| Старый человек спит    |                    |             |

[Goddard 1983: 25]

### Базовый порядок слов
Немаркированным является порядок SOV. В языке во всех случаях глагол находится в конце клаузы.
| punpun-ṉa             | kuru-ngka | payi-ni           |
| мухи(Acc)-1Sg(Erg)    | глаз-Loc  | отмахиваться-Pres |
| Я смахиваю мух с глаз |           |                   |

[Goddard 1983: 40]

## Общие фонетические и морфологические особенности

### Фонетика и фонология

#### Консонантизм
Фонемная система согласных представляет собой набор из 17 согласных, в котором они делятся на периферийные и непериферийные и противопоставляются по месту артикуляции: 2 апикальные, 1 ламинальная, билабиальная и дорсальная подгруппы.
|             | Непериферийные | Непериферийные   |             | Периферийные | Периферийные |
|             | Апикальные     | Апикальные       | Ламинальные | Билабиальные | Дорсальные   |
|             | Альвеолярные   | Постальвеолярные | Дентальные  |              |              |
| ----------- | -------------- | ---------------- | ----------- | ------------ | ------------ |
| Взрывные    | r              | ṯ                | tj          | p            | k            |
| Носовые     | n              | ṟ                | ny          | m            | ng           |
| Латеральные | l              | ḻ                | ly          |              |              |
| Дрожащие    | r              |                  |             |              |              |
| Плавные     |                | ṉ                | y           | w            | w            |

[Goddard 1983: 25]
Как в большинстве австралийских языков, в языке янкуньтятяра отсутствуют фрикативные фонемы, а каждая носовая фонема соответствует взрывной. Здесь имеется 3 боковых фонемы.

#### Вокализм
|                | Передние |      | Задние |
| -------------- | -------- | ---- | ------ |
| Высокий подъем | i,ii     |      | u,uu   |
| Низкий подъем  |          | a,aa |        |

[Goddard 1983: 12]
Янкуньтятяра различает 3 различных по качеству гласных, каждая из которых может быть краткой и долгой. Долгие гласные появляются только в начальном слоге.

#### Базовая структура слога
CV(C) или (C)V(V)(С). Янкуньтятяра отличается от других диалектов  языка Западной Пустыни тем, что допускает в начале слога гласные и плавные согласные фонемы.

#### Ударение
В языке 2 типа ударения:
1) Главное ударение падает на первый гласный слова
2) Второстепенное ударение падает на первый гласный сложных суффиксов

### Морфология

#### Существительные
Выделяется 7 падежей: эргативный, аккузативный, номинативный, генетив, локатив,  аблатив, аллатив и перлатив.
|                                  | В конце   | Номинатив | Аккузатив | Генетив | Эргатив | Локатив | Аллатив  | Перлатив | Аблатив   |
| -------------------------------- | --------- | --------- | --------- | ------- | ------- | ------- | -------- | -------- | --------- |
| Абстрактные существительные      | Гласная   | ø         | ø         | -ku     | -ngku   | -ngka   | -kutu    | -wanu    | -nguru    |
| Указательные местоимения         | Согласная | ø         | ø         | -ku     | -Tu     | -Ta     | -kutu    | -wanu    | -nguru    |
| Имена собственные                | Согласная | -nga      | -nga      | -ku     | -Tu     | -Ta     | -Ta-kutu | -Ta-wanu | -Ta-nguru |
| Существительные и прилагательные | Гласная   | -nya      | -nya      | -ku     | -lu     | -la     | -la-kutu | -la-wanu | -la-nguru |

[Goddard 1983: 24]
- Старшее поколение носителей склонно употреблять в эргативном падеже показатель -lu и в локативном падеже -la не только при именах собственных и прилагательных, но и при абстрактных существительных и прилагательных, содержащих более 2 слогов.

С субъектом именной группы согласуются 2 категории:
1. Активные прилагательные, описывающие поведение, эмоциональное/намеренное состояние или последовательность, в которой субъект совершает какое-либо действие
2. Производные элементы, семантически и синтаксически напоминающие активные прилагательные
С субъектом также согласуются некоторые существительные и статичные прилагательные (то есть лексемы, которые могут быть вершиной именной группы)

#### Местоимения
Местоимения имеют грамматические значения лица(1,2,3) и числа(Sg, Du, Pl).
|                         | Эргатив | Номинатив | Аккузатив | Генетив | Локатив | Аллатив  | Аблатив   | Перлатив |
| Местоимения (кроме 1Sg) | ø       | ø         | -nya      | -mpa    | -la     | -la-kutu | -la-nguṟu | -la-wanu |
| Определенное имя (palu) | -ṟu     | -ṟu       | -nya      | -mpa    | -la     | -la-kutu | -la-nguṟu | -la-wanu |
| 1Sg (ngayu)             | -lu     | -lu       | -nya      | -ku     | -la     | -la-kutu | -la-nguṟu | -la-wanu |

[Goddard 1983: 26]
Особенностью языка янкуньтятяра является наличие определенного имени pala, которое функционирует в некоторых контекстах как местоимение третьего лица единственного числа. Обычно этот элемент появляется после того, как определен его референт.
| wati                          | paluṟu       | puluka | tjuṯa      | ngalya-kati-ngu     |
| человек                       | Опр.Имя(Erg) | скот   | много(Acc) | сюда-приносить-Past |
| Этот человек привел сюда скот |              |        |            |                     |

[Goddard 1983: 60]
В языке также присутствуют 3 группы клитических местоимений - номинативные/эргативные, аккузативные и генетивные. Некоторые из них эквивалентны соответствующим им местоимениям. Они выступают в роли энклитик, то есть присоединяются к последнему слову первого фразового элемента клаузы.
| nyaa-n            | kuli-ni     |
| что(Acc)-2Sg(Erg) | думать-Pres |
| Что ты думаешь?   |             |

[Goddard 1983: 61]

#### Глагол
В языке янкуньтятяра наблюдаются инхоативные глаголы, обозначающие начало действия или его становление. Они делятся на:
- глаголы изменения состояния

| mama                             | ngayu-ku     | tjilpi-ri-ngu             |
| отец                             | 1sg-Gen(Nom) | старый человек-Incho-Past |
| 'Мой отец стал старым человеком' |              |                           |

[Goddard 1983: 109]
- глаголы физиологического состояния

| tiwil-ari-ø      |
| 'иметь судороги' |

[Goddard 1983: 109]
- глаголы эмоционального состояния

| kaakar-ari-ø |
| 'надоедать'  |

[Goddard 1983: 109]
- глаголы поведенческого состояния

| puṟiny-ari          |
| медленно-Incho(Imp) |
| 'Пойди медленно'    |

[Goddard 1983: 110]
- глаголы изменений окружающей среды

| tjintu-ri-ng     |
| 'наступает день' |

[Goddard 1983: 110]
- глаголы течения времени

| nganaṉa                     | nyina-ra   | iriti-ri-ngu        |
| 1pl(Nom)                    | sit-Serial | long ago-Incho-Past |
| 'Мы оставались очень долго' |            |                     |

[Goddard 1983: 110]
- Кроме инхоативных глаголов выделяются

1. Глаголы, выражающие звучащие действия, которые имеют показатель -ma-n. Например:  nguujr-ma-n 'храпеть'  walpal-ma-n 'лаять'
2. Делокутивные глаголы, имеющие показатель -n, к которому присоединяется суффикс -ma-n. Например:  wiya-n-ma-n 'сказать 'нет''
3. Глаголы, выражающие создание звука, которые имеют показатель -tjinga-l. Например:  takaḻṯakaḻ-tjinga-l 'создать звук стука'

## Список сокращений
Abl - аблатив, 
Acc - винительный падеж, 
Dat - дательный падеж,
 Du - двойственное число, 
Erg - эргативный падеж, 
Fut - будущее время,
 Gen - родительный падеж,
 Imp - глагол совершенного вида повелительного наклонения,
 Incho - показатель инхоативного глагола, 
Loc - местный падеж, 
LocName - локативный падеж имен собственных, 
Nom - номинативный падеж, 
Past - прошедшее время,
 Pl - множественное число,
 Pres - настоящее время, 
Purp - целевой падеж, 
Serial - глагол сериальной конструкции,
 Sg - единственное число,
 1, 2, 3 - первое, второе, третье лицо.

## Список литературы
- Goddard, Cliff. 1983. A Semantically-oriented Grammar of the Yankunytjara Dialect of the Western Desert Language
- https://wals.info/languoid/lect/wals_code_ynk
- https://www.ethnologue.com/language/kdd